# Бромат бария
Бромат бария — неорганическое соединение, 
соль металла бария и бромноватой кислоты с формулой Ba(BrO3)2,
бесцветные кристаллы,
растворяется в воде,
образует кристаллогидраты. Токсичная соль бария.

## Получение
- Обменной реакцией с броматами щелочных металлов:

{\displaystyle {\mathsf {BaCl_{2}+2NaBrO_{3}\ {\xrightarrow {}}\ Ba(BrO_{3})_{2}\downarrow +2NaCl}}}

## Физические свойства
Бромат бария образует бесцветные кристаллы.
Растворяется в воде,
не растворяется в этаноле и ацетоне.
Образует кристаллогидраты состава Ba(BrO3)2•H2O и Ba(BrO3)2•2H2O.

## Химические свойства
- Разлагается при нагревании:

{\displaystyle {\mathsf {Ba(BrO_{3})_{2}\ {\xrightarrow {260^{o}C}}\ BaO+Br_{2}\uparrow +O_{2}\uparrow }}}
- Вступает в обменную реакцию с серной кислотой:

{\displaystyle {\mathsf {Ba(BrO_{3})_{2}+H_{2}SO_{4}\ {\xrightarrow {}}\ HBrO_{3}+BaSO_{4}\downarrow }}}

## Применение
- Используется в получении бромноватой кислоты

## Токсичность
Бромат бария - растворимая соль, поэтому он токсичен.